# Кішейн Томпсон
Кішейн Томпсон (англ. Kishane Thompson; нар. 17 липня 2001) — ямайський легкоатлет, який спеціалізується в бігу на короткі дистанції.

## Спортивні досягнення
Срібний олімпійський призер з бігу на 100 метрів (2024).
Учасник олімпійських змагань з естафетного бігу 4×100 метрів (2024), де не вдалось вийти до фінального забігу
Чемпіон Ямайки з бігу на 100 метрів (2024).